# کریستین فیتیپالدی
کریستین فیتیپالدی (پرتغالی: Christian Fittipaldi؛ زادهٔ ۱۸ ژانویهٔ ۱۹۷۱ در سائو پائولو) رانندهٔ سابق مسابقات اتومبیل‌رانی اهل برزیل است که از فصل ۱۹۹۲ تا ۱۹۹۴ در مجموع در ۴۳ گراند پری از مسابقات جهانی فرمول یک شرکت کرد.
او در طول دوران فعالیت خود در فرمول یک ۱۲ امتیاز را به نام خود به‌ثبت رساند.
کریستین فیتیپالدی فرزند ویلسون فیتیپالدی، رانندهٔ سابق مسابقات جایزه بزرگ و مالک تیم فیتیپالدی، و برادرزادهٔ امرسون فیتیپالدی، قهرمان مسابقات جهانی فرمول یک و برندهٔ مسابقات ایندیاناپلیس ۵۰۰ است.